# Tossal del Puig (Maldà)
El Tossal del Puig és una muntanya de 440 metres que es troba al municipi de Maldà, a la comarca catalana de l'Urgell.